# Conselho Administrativo de Estado
Conselho de Administração do Estado foi a junta militar que governou Mianmar após o golpe de Estado de fevereiro de 2021 e até 31 de julho de 2025. O Conselho era composto por oito oficiais militares e oito civis e era presidido por Min Aung Hlaing, o comandante-chefe dos Serviços de Defesa.

## Formação
O Conselho de Administração do Estado foi formado por Min Aung Hlaing em 2 de fevereiro de 2021 com treze membros após o golpe de Estado de 2021. Em 3 de fevereiro de 2021, cinco membros civis adicionais foram acrescentados ao Conselho.
Na preparação e na sequência do golpe de Estado, os militares haviam feito aberturas a partidos políticos aliados do Partido da União, da Solidariedade e do Desenvolvimento (PUSD), o partido militar mandatário. Em 14 de agosto de 2020, 34 partidos pró-militares, incluindo o PUSD, se reuniram com Min Aung Hlaing para buscar garantias dos militares para intervir em caso de questões de integridade eleitoral durante as próximas eleições gerais de 2020. Os comentários de Min Aung Hlaing durante a reunião levantaram preocupações de que os militares haviam ameaçado organizar um golpe.
O Conselho de Administração do Estado inclui oito membros civis, incluindo Sai Long Hseng do PUSD, Thein Nyunt do Partido Nova Democracia Nacional, Khin Maung Swe da Força Nacional Democrática (FND), Mahn Nyein Maung do Partido do Povo Kayin, Aye Nu Sein do Partido Nacional Arakan e Saw Daniel, anteriormente do Partido Democrático do Estado de Kayah. Khin Maung Swe e Thein Nyunt co-fundaram a FND, um grupo dissidente da Liga Nacional para a Democracia, enquanto Mahn Nyein Maung era um ex-líder da União Nacional Karen.
Várias organizações se distanciaram dos membros civis do Conselho de Administração do Estado. Após a nomeação de Mahn Nyein Maung, a União Nacional Karen afastou-se dele e reiterou sua oposição ao golpe militar. Em 4 de fevereiro, o Partido Democrático do Estado de Kayah anunciou que havia dispensado Saw Daniel do partido por aceitar a nomeação e pediu aos militares birmaneses que honrassem os resultados das eleições de 2020. Em 11 de fevereiro, o governo estadunidense impôs novas sanções a quatro oficiais militares nomeados para o Conselho, nomeadamente Mya Tun Oo, Tin Aung San, Ye Win Oo e Aung Lin Dwe.
Em 5 de fevereiro, o Conselho de Administração do Estado formou uma equipe de imprensa liderada pelo Brigadeiro-General Zaw Min Tun e o deputado Thet Swe.